# Barraca del camí del Corral del Fortuny X
La Barraca del camí del Corral del Fortuny X és una obra del Pla de Santa Maria (Alt Camp) inclosa a l'Inventari del Patrimoni Arquitectònic de Catalunya.

## Descripció
És una gran construcció de planta rectangular de gairebé 10m de llargada exterior, és exempta amb la cornisa horitzontal al rastell i coberta amb terra. El portal, orientat a l'est, està rematat amb una llinda.
Interiorment està dividida en dos compartiments. El primer té la particularitat de tenir el sòl empedrat, així com el llindar exterior i l'interior. La primera estança és irregular però força arrodonida i mesura 2'63m de fondària i 2'47m d'amplada. La falsa cúpula té una alçada de 3'06m. Presenta dues fornícules i una menjadora. El portal d'accés a la segona estança també està capçat amb llinda. Aquesta estança és rectangular i mesura 2'75m de fondària, 2'62m d'amplada i també està coberta per una falsa cúpula fins a una alçada màxima de 3'95m i tapada amb una llosa. Aquesta estança no disposa de cap element funcional i el seu sòl no està empedrat.